# Bundesautobahn 64a
Die Bundesautobahn 64a (Abkürzung: BAB 64a) – Kurzform: Autobahn A64a (Abkürzung: A 64a) – ist eine deutsche Bundesautobahn in Rheinland-Pfalz mit einer Länge von 4,1 km, inklusive aller Verbindungsarme 5,6 km.
Sie verläuft vom Ende der A 64 (Trier – Luxemburg) in Höhe des Parkplatzes Dicke Buche auf der Gemarkung Trier-Pfalzel über die Moselbrücke Ehrang bis in das Gemeindegebiet von Kenn.
Dort hat sie Anschluss an die A 602 (Verteilerkreis Trier – Autobahndreieck Moseltal) und geht über in die Landesstraße 151 in Richtung Reinsfeld/Hochwald.
Bei Ehrang besteht ein Anschluss an die Bundesstraße 53 (Trier – Alf).
Die A 64a ist Teil der Europastraße 44.
Die BAB A 64a entstand durch eine Allgemeinverfügung des Landesbetriebes Mobilität Rheinland-Pfalz mit Wirkung zum 1. April 2021 als Aufstufung einer Teilstrecke der Bundesstraße 52.